# Heures de Bedford
Ne doit pas être confondu avec Psautier et livre d'heures de Bedford.
Les Heures dites de Bedford sont un livre d'heures à l'usage de Paris, enluminé dans cette même ville dans le premier tiers du XVe siècle. La plupart de ses miniatures sont attribuées à un maître anonyme et son atelier qui tire son nom d'usage de cet ouvrage : le Maître de Bedford. Le manuscrit a en effet sans doute appartenu à Jean de Lancastre, duc de Bedford. Il est actuellement conservé à la British Library sous la cote Add.Ms 18850

## Historique
Jean de Lancastre, duc de Bedford, est le troisième fils de Henri IV d'Angleterre et devient régent du royaume de France à la mort de son frère en 1422, Henri V, alors que son neveu Henri VI n'a que neuf mois. En 1423, à Troyes, il se marie avec Anne de Bourgogne, la fille du duc de Bourgogne Jean sans Peur, son allié contre les Valois dans le contexte de la guerre de Cent Ans. En apparence, c'est à l'occasion de ce mariage que le manuscrit est commandé à Paris : les deux mariés sont représentés dans les miniatures des folios 256v et 257v. En 1430, Anne de Bourgogne et Jean de Lancastre font cadeau de l'ouvrage au jeune Henri VI, âgé de 9 ans, alors qu'ils résident à Rouen en attendant son couronnement en tant que roi de France. Les succès militaires de Jeanne d'Arc mettent en attente ce projet.
Cette version de l'histoire des origines du manuscrit a été totalement remise en cause par les études des historiens de l'art depuis les années 2000. Il s'avère que les portraits et armoiries du duc de Bedford et de sa femme sont des ajouts et les légendes de ces miniatures ont été ajoutées elles aussi. Pour les historiennes de l'art Patricia Stirnemann et Catherine Reynolds, ces ajouts datent de 1430 et du don du manuscrit à Henri VI par Anne de Bourgogne, ainsi que les miniatures représentant l'arche de Noé, la tour de Babel et celle de Clovis et Clothilde. Ces mêmes historiennes ont également proposé, à la suite de comparaisons avec certaines miniatures des Très Riches Heures du duc de Berry et du Missel de Louis de Guyenne (Bibliothèque Mazarine), de faire remonter la création du manuscrit à l'année 1415 et d'attribuer la commande de l'ouvrage à Louis de Guyenne, fils de Charles VI,. Cette proposition n'a pas fait l'unanimité, Eberhard König maintenant une datation des origines du manuscrit aux années 1420-1423.
Le parcours du manuscrit n'est pas connu précisément par la suite. Il entre sans doute en possession du roi de France Henri II puisque ses armes sont peintes en lieu et place de celles des précédents propriétaires. On ne retrouve sa trace ensuite qu'au XVIIIe siècle, alors qu'il appartient à Frances Worsley (1673-1750), femme de Sir Robert Worsley. Il est vendu à Lord Edward Harley entre 1713 et 1724. Le manuscrit ne fait pas partie du fonds original acquis auprès des descendants de Lord Harley par la nation britannique en 1753 pour fonder ce qui va devenir le British Museum. Il est apparemment conservé par sa fille Margaret Harley. À sa mort en 1785, il passe de mains en mains de libraires et collectionneurs britanniques : James Edwards jusqu'en 1816, George Spencer-Churchill jusqu'en 1833, John Tobin jusqu'en 1838 puis John Tobin fils jusqu'en 1851. À cette date, il est acquis par le British Museum auprès du libraire londonien William Boone. La bibliothèque de ce musée constitue l'actuel fonds de la British Library.

## Description
Le livre d'heures représente 289 feuillets contenant 38 grandes miniatures, 3 initiales historiées et environ 1250 illustrations de marge.
Le manuscrit contient les chapitres suivants :
- une calendrier (f.1-18)
- des extraits des évangiles (f.19-24
- les oraisons à la Vierge (f. 25-31)
- Les heures de la Vierge avec les sept psaumes pénitentiels et litanies (f.32-113)
- L'office des heures de la semaine (f.113v-199)
- Les « XV joyes » de la Vierge et les huit requêtes à Dieu (f.199v-207)
- Les heures de la Passion (f.208-256)
- Suffrages des saints (f.257-275)
- messe du Saint-Esprit (f.276-280)
- messe de la Sainte-Croix (f.280v-284)
- messe des morts (f.284v-288)
- Légende du blason de fleurs de Lys donné par Clothilde à Clovis (f.288v-289)

## L'iconographie et son attribution
Le Maître de Bedford est sans doute le maître d'œuvre de la décoration du manuscrit, mais il délègue le travail à plusieurs reprises à des collaborateurs de son atelier. Plusieurs mains sont ainsi distinguées, même s'il n'existe pas de consensus dans leur identification. Le maître principal est l'auteur des 33 grandes miniatures initiales. Les 4 des 5 miniatures en pleine page, ajoutées vers 1430, sont attribuées au Maître de la Légende dorée de Munich (L'Arche de Noé, f. 15v ; La sortie de l'Arche, f. 16v ; La construction de la tour de Babel, f. 17v ; et La Légende des fleurs de lis, f. 288v.), l'Histoire d'Adam et Ève (f.14) est attribuée, quant à elle, au Maître de Bedford lui-même,.

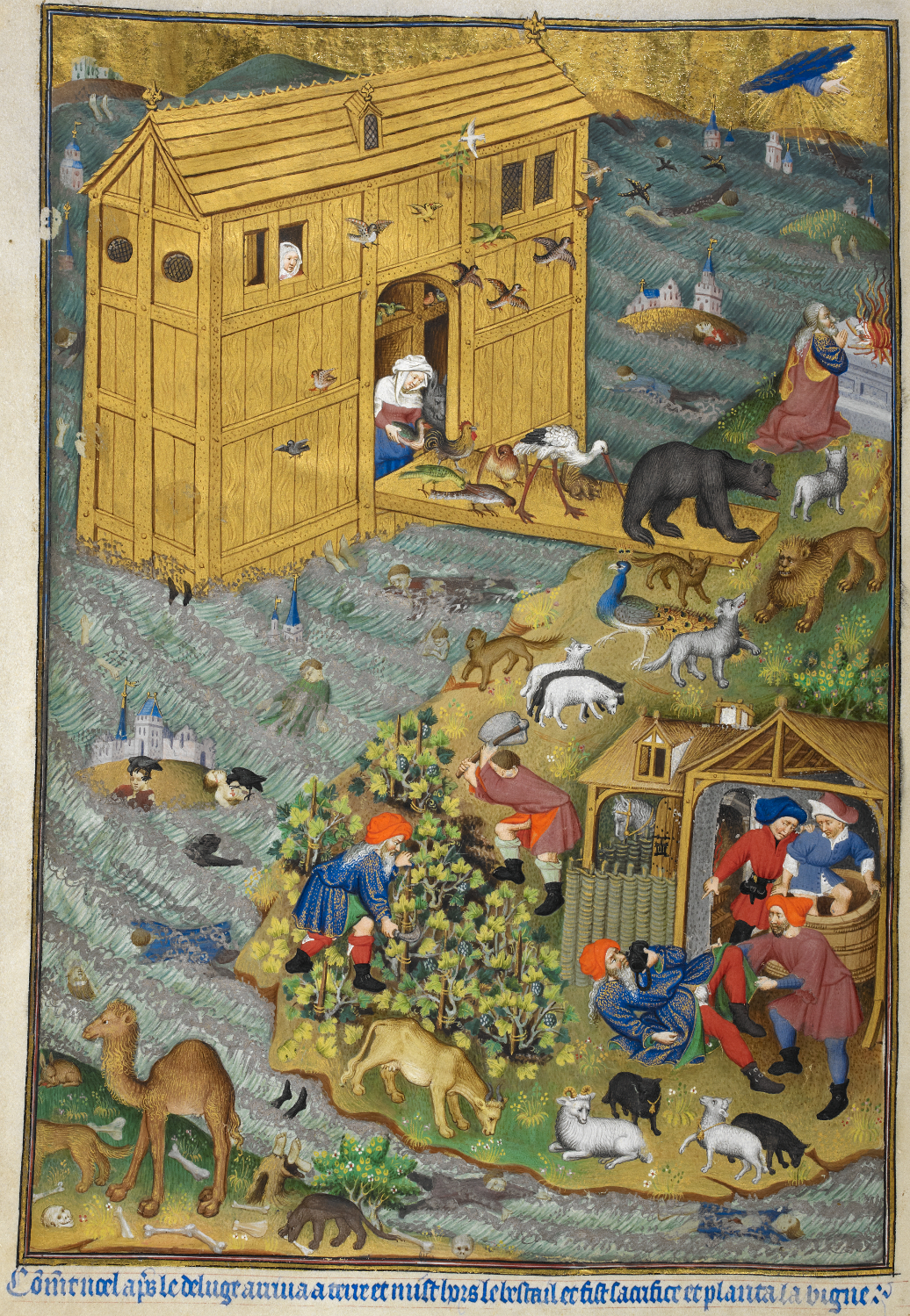
La sortie de l'arche, f.16v.
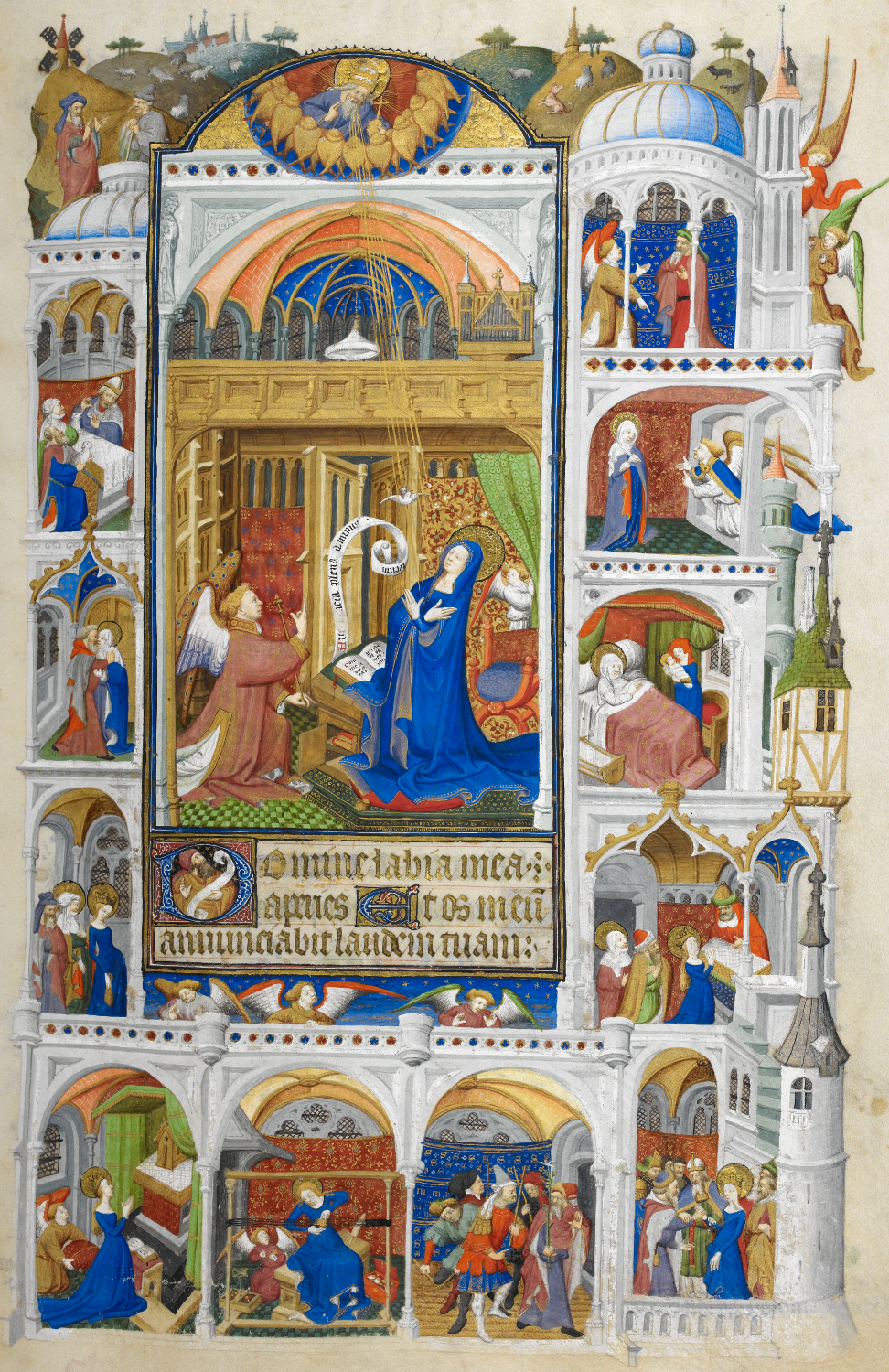
Annonciation, f.32r.
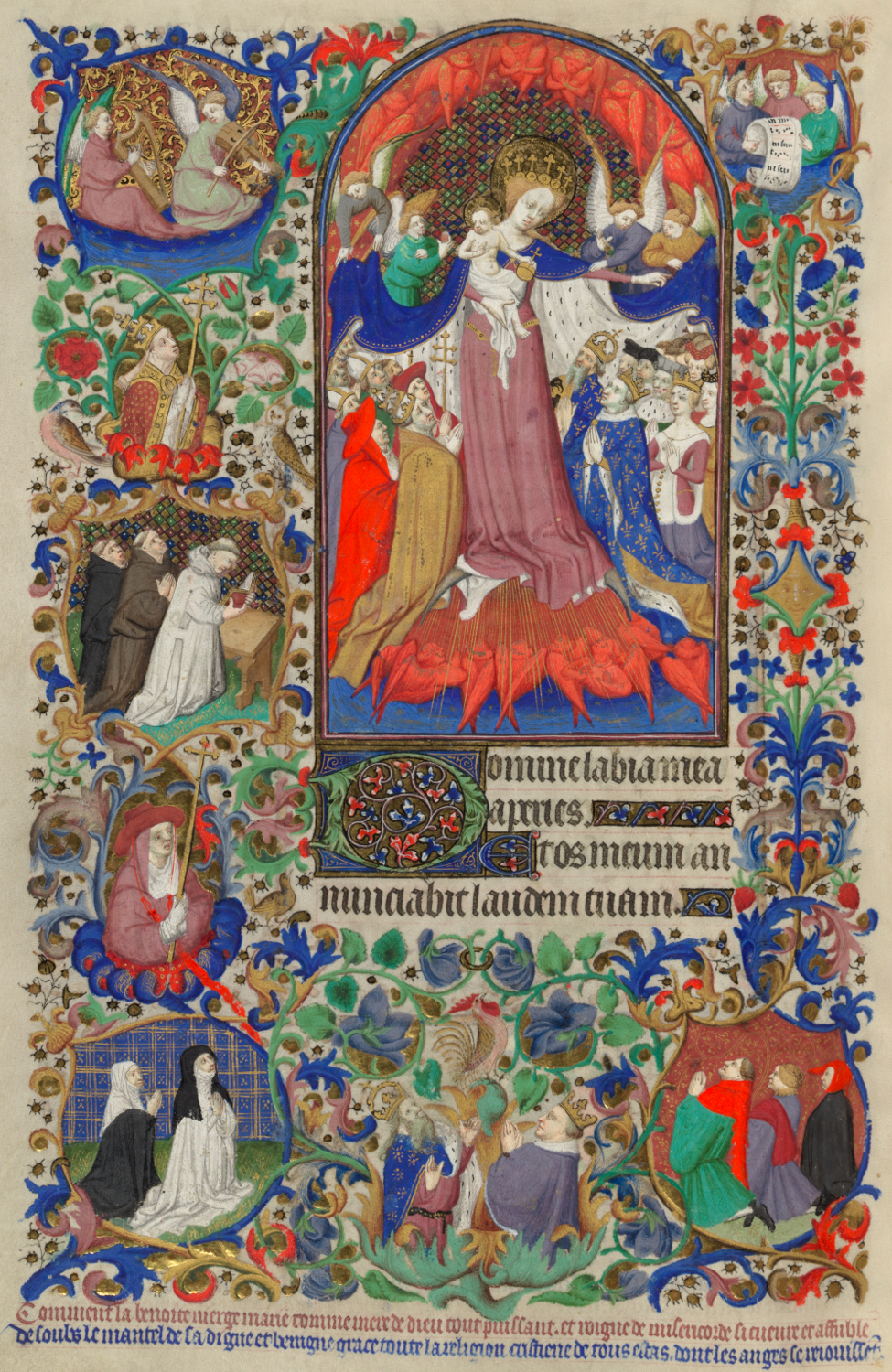
Vierge de miséricorde, f.150v.
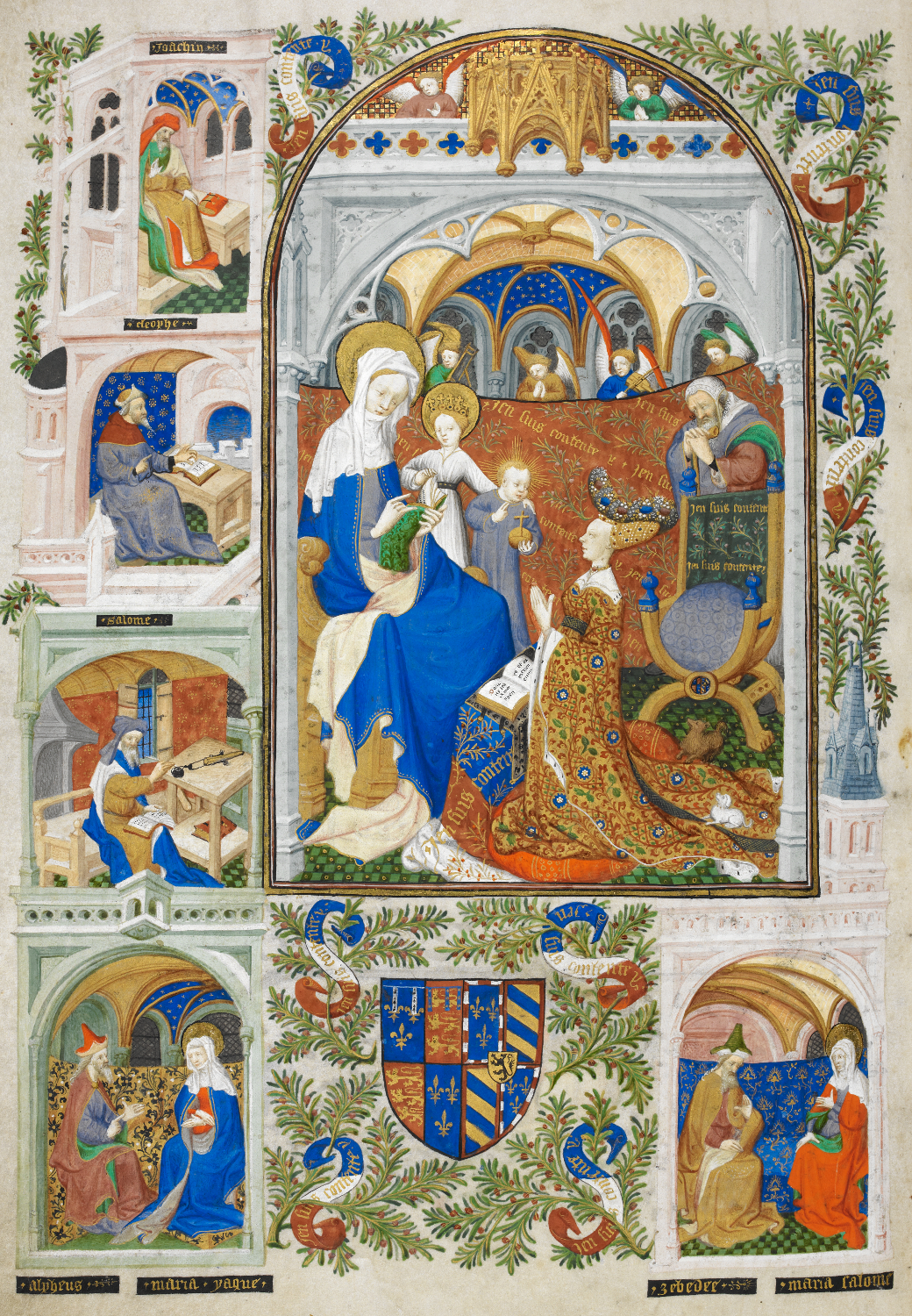
Vierge à l'Enfant devant la duchesse de Bedford, f.257v.
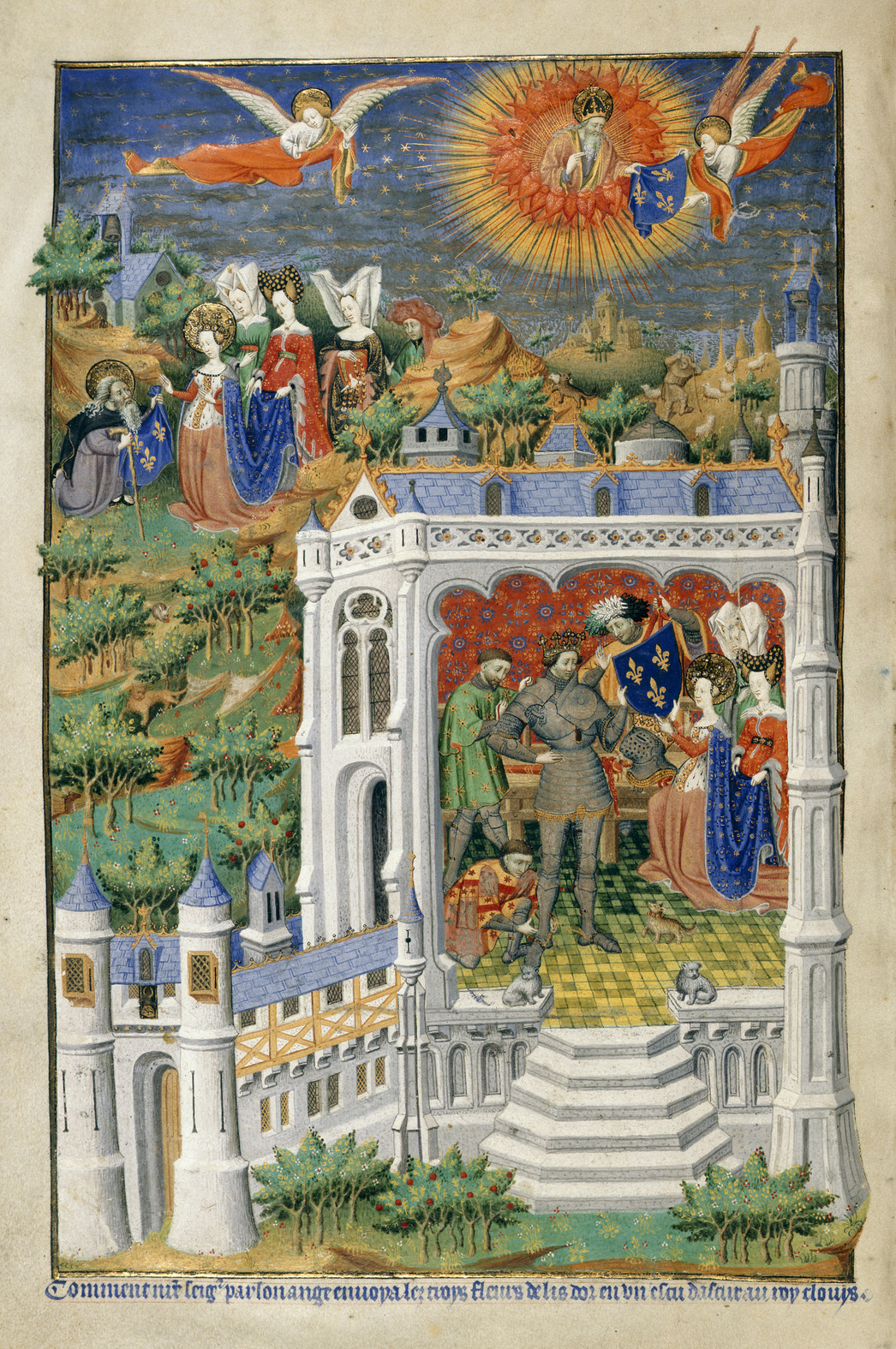
Légende des Fleurs de Lys, f.288v

Les médaillons présents dans le calendrier sont attribués par Eberhard König au Maître de Fastolf. On compte plus de 1200 médaillons présents dans les marges des grandes miniatures ainsi que dans les marges inférieures et latérales de chaque autre folio. Il s'agit d'une illustration typologique sans aucun lien avec le texte mais représentant une scène de l'Ancien Testament sur le côté latéral et celle du Nouveau Testament qui lui correspond sur le bord inférieur, accompagnée d'une légende ajoutée en bleu et or en bas de chaque page. Ces médaillons sont attribuées à différents artistes par le même historien : le Maître de la Cité des dames, le Maître de Guy de Laval, et un collaborateur du Maître de Bedford actif dans les Heures de Gingins (Archives cantonales vaudoises, Sarraz H.50). Certains motifs dans quelques médaillons rappellent aussi le style du Maître de la Légende dorée de Munich, mais toutes ces attributions ne font pas l'unanimité.